# Prasoúdi (Phocide)
Prasoúdi (grec moderne : Πρασούδι) est un îlot, ainsi qu'une localité, située dans le dème de Doride, dans le district régional de Phocide, dans la périphérie de Grèce-Centrale, en Grèce.
Selon le recensement de 2021, elle compte 0 habitants.